# Мясное платье Леди Гаги
«Мясное платье» — наряд американской певицы Леди Гаги «кроваво-розового» цвета, в котором она появилась на 27-й церемонии музыкальных наград MTV Video Music Awards в 2010 году. Платье было создано дизайнером одежды Франком Фернандесом и похоже на «Мясное бикини», в котором Леди Гага снялась для обложки Vogue Hommes Japan. Платье сопровождалось мясной шляпкой и мясным клатчем, а также покрытыми мясом и связанными верёвками туфлями на платформе.
Спроектированное Франком Фернандесом и стилистом Леди Гаги Никола Формичетти платье было осуждено обществами защиты животных, но было охарактеризовано журналом «Time» как топ-заявление моды 2010 года. Пресса обсуждала оригинальность идеи мясного платья, сравнивая наряд с аналогичными изображениями, найденными в современном искусстве и массовой культуре. Например, архитекторы Диллер Скофидио и Ренфро разработали мясное платье в 2006 году. Как и все другие платья Леди Гаги, оно было архивировано, но появилось на выставке в 2011 году в Зале славы рок-н-ролла после того, как было сохранено таксидермистами в вяленом виде. После церемонии награждения Леди Гага объяснила, что это необходимость бороться за то, во что мы верим, и выдвинула на первый план своё отвращение к политике американской армии, называемой «don’t-ask-don’t-tell» (рус. Не спрашивай, не говори).

## Первое появление певицы в платье
В июне 2010 года на интервью Лари Кингу на телеканале CNN Леди Гага сообщила, что врачи нашли у нее предрасположенность к системной красной волчанке, однако на тот момент у певицы не было волчанки. Осенью 2010 года информация о болезни певицы снова начала обсуждаться в прессе, многие думают, что таким образом она пыталась на что-то намекнуть.
12 сентября 2010 года певица пришла на церемонию музыкальных наград MTV Video Music Awards в платье из мяса. Дизайнер платья Франк Фернандес позже подтвердил, что для его создания действительно использовалось настоящее мясо. К платью прилагались мясные шляпка, сумка и сапоги. Леди Гага давала потрогать наряд певице Шер, когда выходила на сцену за наградами.  Дизайнер платья дал интервью журналистам в связи с множеством вопросов о практичности платья.
По поводу платья певица говорила:
Если вы знаете, я самый независимый и свободный человек на земле. У этого платья много интерпретаций, но для этого вечера… если мы не будем отстаивать то, во что мы верим, и мы не будем бороться за свои права. У нас у всех столько же прав, сколько мяса на наших костях. И я не кусок мяса.
Организация «PETA» (People for the Ethical Treatment of Animals, рус. Люди за этичное обращение с животными) резко раскритиковала платье. Она также переделала наряд под вегетарианский вкус. Основатель организации  «PETA» Ингрид Ньюкирк предположила, что подобный наряд может негативно сказаться на продажах альбомов певицы. Особое осуждение защитников животных вызвали слухи о том, что наряд сделан из настоящего мяса, и сама Леди Гага настаивала на их правдивости.
Однако многие коллеги певицы встали на её сторону. Певица Шер, наряды которой ранее так же вызывали общественный резонанс, говорила, что считает мясное платье Леди Гаги самым потрясающим нарядом, который она когда-либо видела: «Он привлёк всеобщее внимание. Что ещё нужно звезде?»
Фотосессия певицы в мясном наряде стала популярной в Интернете. Стали появляться пародии и фотожабы. Фотографии певицы появлялись в мировых новостных сайтах, модных журналах и таблоидах. Многочисленные европейские газеты вышли с фотографиями Леди Гаги в мясном наряде.
После церемонии портал WENN.com провёл опрос «какая звезда одевается безвкусней всех» и составил антирейтинг звёзд. По итогам опроса выяснилось, что самой безвкусно одевающейся знаменитостью признана Леди Гага (55 % голосовавших) из-за мясного платья. На втором месте оказалась Линдси Лохан (17 %), третью строчку заняла певица Кэти Перри (14 %), четвёртой стала поп-певица Рианна (12 %), пятая позиция у Гвен Стефани, солистки группы «No Doubt» (2 %). Также Леди Гага входит в список лучше всего одевающихся звёзд по версии журнала «Vanity Fair».

## Дизайн
К изготовлению одежды причастны стилист певицы Никола Формичетти и Фернандес. Сборка платья была запланирована в течение недели. Платье было асимметричным, с капюшонообразным вырезом. Фернандес специально сделал разрез, чтобы платье сохранилось в хорошем состоянии. В качестве материала был выбран мясной стейк, купленный у мясника, у которого берёт мясо вся семья Фернандеса. За кулисами Гага надевала платье, чтобы Фернандес и Формичетти сшили некоторые куски мяса.
О дизайне Франк Фернандес сказал: «Я знал, что платье будет одним из других удивительных частей, что Гага носила в ту ночь. Оно очень хорошо сделано и выглядело на ней великолепно при включённой и выключенной камере. У нас не было шанса сделать примерку. Оно было на ней всего лишь один раз для VMAs. Только тогда, когда я увидел его на мониторе, я знал, что оно будет большим».
Фернандес сообщил в интервью высказывание певицы, что платье пахло хорошо, так как оно пахло мясом. Дизайнер сказал, что должно произойти с платьем после церемонии: «Платье будет сдано в архив со всем другими её платьями. Гага-архивы, я полагаю. Оно не будет последним, в этом-то вся прелесть. Когда оно снова было принесено, с надеждой, что это будет обращение к прошлому, и это будет другое платье, которое является самым лучшим. Мне нравится идея его изменения и развития во что-то другое». Позже он объяснил, что платье будет сохранено в вяленом виде ещё до сдачи в архив.
Зал славы рок-н-ролла в Кливленде заплатил $6000 таксидермисту Серджо Виджилато, чтобы сохранить платье. После двух телевизионных выступлений оно было заморожено, хотя Виджилато обнаружил на платье признаки разложения, которые проявились в процессе заморозки, и отметил, что наряд издаёт запах после разморозки. Платье обрабатывалось хлорной известью, формальдегидом и моющим средством, чтобы убить бактерии, и восстановилось, будучи окрашенным в тёмно-красный цвет, как только ему был придан тот же вид, как при первом появлении певицы в нём. Тем не менее после того как платье сохранилось, несколько кусков говядины не были включены в переработанное платье.
В 2012 году во время тура «Born This Way Ball» Леди Гага показала новое мясное платье. Она носила его, исполняя песни «Americano» и «Poker Face». Новый наряд отличался от первого тем, что был сделан не из натурального мяса.

## Влияние
Сначала Леди Гага носила мясное бикини. В нём она появилась на обложке японской версии журнала «Vogue». Само платье было надето Гагой на церемонию MTV Video Music Awards 2010, чтобы певица приняла награду в номинации «Видео года» (за клип на песню «Bad Romance»). Хотя это был третий костюм Гаги, который она носила в тот вечер, мясное платье было сразу  охарактеризовано как «наиболее вопиющий момент моды» вечера. Гага носила платье для фотографий прессы и на шоу Эллен Дедженерес.
Фернандес говорит о платье как о подъёме своей карьеры, заявив: «Я чувствую, что у меня теперь есть голос как художника, так и дизайнера». Он ранее создавал одежду для Гаги, в том числе это мясное платье, а также шляпу, в которой певица появилась на 53-й церемонии «Грэмми» в феврале 2011 года.
На празднике Хэллоуин в 2010 году мясные платья были популярны в Нью-Йорке, а в 2011 году группа студентов из Университета Камбрии с помощью местных мясников изготовила на отдыхе ещё одно мясное платье. Платье было выставлено в Зале славы и музее рок-н-ролла в Кливленде на выставке под названием «Women Who Rock: Vision, Passion, Power».
Сайт MyCelebrityFashion.co.uk провёл опрос, по которому мясное платье Леди Гаги было признано наиболее знаковым нарядом 2010 года, обойдя платье Кэтрин Миддлтон, занявшее вторую строчку. Журнал «Time», подводя итоги 2010 года, отозвался о платье как о вершине моды того года.
Певец «Странный Эл» Янкович сделал пародию на песню Леди Гаги «Born This Way», названную «Perform This Way». В пародии были строчки о мясном платье:
I strap prime rib to my feet
Cover myself with raw meat

I'll bet you've never seen a skirt steak worn this way,
а также в клипе на эту песню танцовщица носила аналогичный наряд.
В последнем эпизоде 23-го сезона мультсериала «Симпсоны», который называется «Lisa Goes Gaga», Леди Гага носит мясное платье.

## Реакция на наряд
После церемонии Video Music Awards СМИ попытались проанализировать значение платья и отношение общества к мясу. BBS News предложил пять вариантов понимания наряда: анти-мода, феминизм, старение, распад, отсутствие значения. Шеф-повар Фергус Хендерсон объяснил  отношение к мясу так: «Люди не хотят, чтобы мясо выглядело как мясо. Они хотят, чтобы оно было аккуратно завёрнуто в пластиковый пакет из супермаркета». Организация «PETA» осудила платье, заявив: «Носить платье из кусков мёртвой коровы достаточно оскорбительно, чтобы комментировать это, но кто-то должен шептать ей [Леди Гаге] на ухо, что все больше людей недовольны забоем животных, чем поражены этим». Вегетарианское общество также осудило платье, заявив: «Независимо от того, как красиво оно представлено, плоть от пытки животных есть плоть от пытки животных. Достаточно животных погибают для питания людей, но их нельзя убивать на такие трюки, как этот».
Вокруг платья возникли также споры о его оригинальности. Многие в мире искусства и моды сравнивали платье с Vanitas: Flesh Dress for an Albino Anorectic, платьем, изготовленным канадским скульптором Яной Стербак в 1987 году и выставленным в Национальной галерее Канады в 1991 году.
Некоторые СМИ предположили, что платье истолковывается как анти-вегетарианское. Певец-вегетарианец Моррисси заявил, что чувствовал, что платье было приемлемо как политическое или социальное заявление, а не просто «сумасшедшая идея», указывая на то, что в 1982 году художница Линдер Стерлинг также носила мясное платье в знак протеста против шовинизма. На вегетарианском ток-шоу Эллен ДеДженерес певице было предложено овощное бикини. Сама Гага говорила, что носит платье в знак отвращения к политике американской армии, называемой «Don’t Ask, Don’t Tell».

## Судьба платья
Наряд Леди Гаги собираются завялить, чтобы сохранить для истории. Автор платья Франк Фернандес поведал о планах по трансформации сырого платья в вяленое. Где находится наряд и где его будут хранить, дизайнер не сказал.
Возможно, через некоторое время платье будет выставлено на аукцион вещей знаменитостей.
Сейчас, платье полностью завялилось, но сохранило свою форму.

## «Мясной» тренд
Франк Фернандес, несмотря на то, что он больше не будет в «мясной теме», запустил с певицей «мясной» тренд в одежде. На Нью-Йоркской неделе моды мясную тему продолжил дизайнер Джереми Скотт, представив два мясных платья из коллекции «Весна-лето 2011», но его наряды не съедобны — это тканевая имитация.
Дизайнер лондонского модного колледжа Анна Чонг создала мини-коллекцию копий платьев эпатажной певицы, изюминкой которого стало знаменитое мясное платье из пармской ветчины. Анна призналась, что пробовала сделать платье из мясного филе, бекона и даже салями.
Однако в 2001 году, в американском мультипликационном сериале «Облонги», 4 серия 1 сезона, была продемонстрирована похожая модель данного платья. Возможно как раз оттуда и почерпнул для себя идею Фрэнк Фернандес, что ставит под сомнение оригинальность его идеи.

## Показ нового мясного платья
В мае 2012 года, во время тура «Born This Way Ball» в поддержку своего второго студийного альбома Born This Way, певица дала сольный концерт в городе Токио. На выступлении эпатажная звезда показала новое платье из говяжьего мяса. «Королева эпатажа» выложила в своём микроблоге фотографию нового скандального наряда.
На снимке она стоит рядом с тушами забитых коров, подвешенными за крюки, сама в новом наряде держится за такой же крюк, изображая ещё один кусок симпатичного мяса. Но этот новый наряд отличается от первого — это всего лишь бюстье с юбкой-тюльпаном, сделанное не из настоящего мяса. Оно было сделано из пластмассы. Декорации для концерта также были сделаны из пластмассы. Возможно, звезда решила не повторять свои ошибки и не ссориться с защитниками животных. Но даже такое платье вызвало возмущение у вегетарианцев.